# Paul III. Anton Esterházy de Galantha

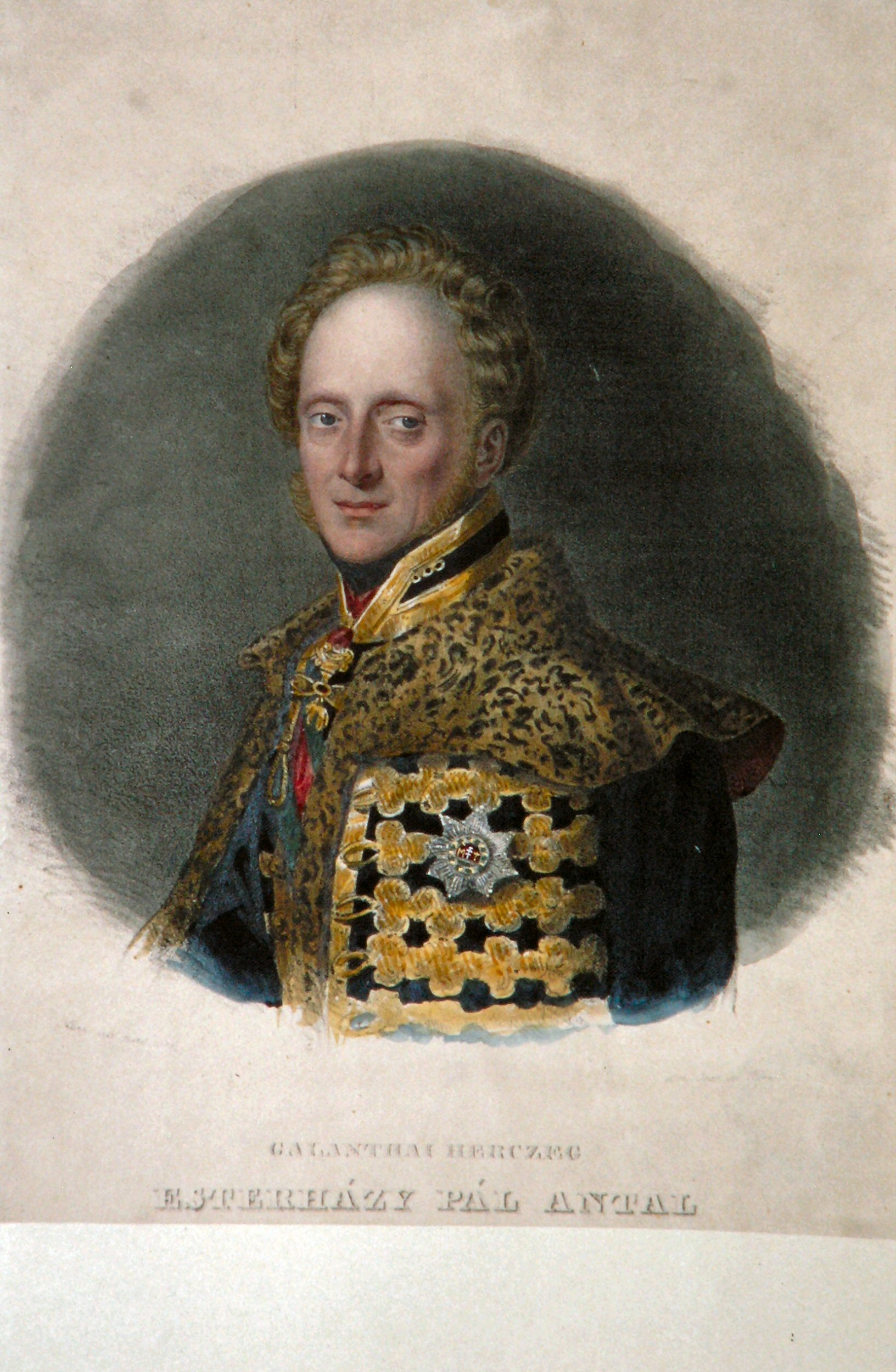
Paul III. Anton Esterhazy, kolorierte Lithographie von Faustin Herr

Paul III. Anton, Fürst Esterházy de Galantha (* 10. März 1786 in Wien; † 21. Mai 1866 in Regensburg) war ein ungarischer Adliger und Diplomat im Dienste Österreichs.

## Leben

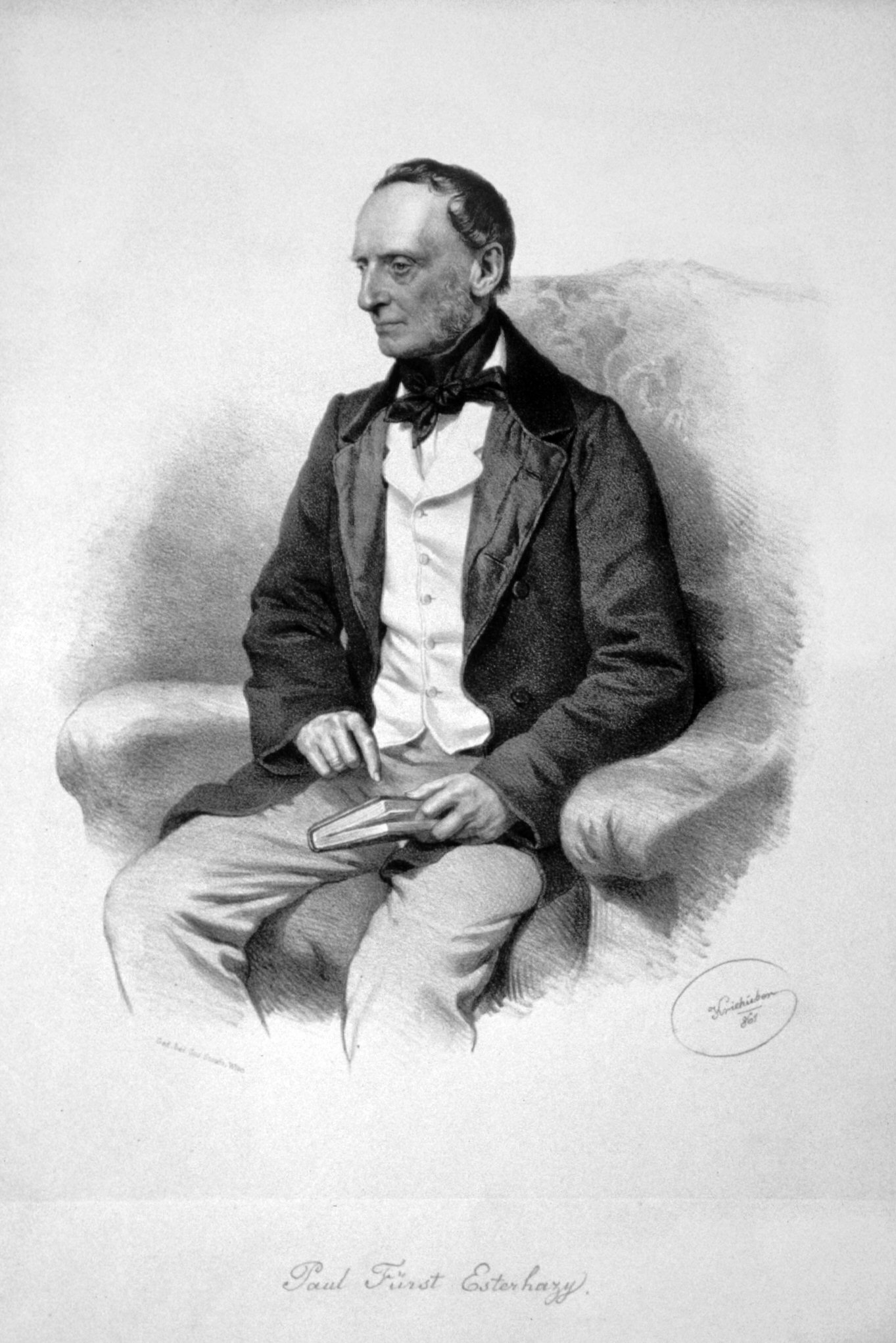
Paul Anton Esterhazy, Lithographie von Josef Kriehuber, 1861

Paul III. Anton trat in den diplomatischen Dienst des Kaisertums Österreich ein, das auch das Königreich Ungarn umfasste. Als kaiserlich-königlicher Kämmerer hatte er Kontakt zu den wichtigsten Persönlichkeiten der damaligen Zeit. So korrespondierte er oft freundschaftlich mit Staatskanzler Fürst Klemens von Metternich und Ministerpräsident Fürst Felix zu Schwarzenberg. Als Gesandter in Sachsen und danach in Großbritannien erwarb er Wissen und Erfahrungen in der europäischen Diplomatie.
1833 starb sein Vater Nikolaus II., und Paul III. Anton wurde Majoratsherr. Er ließ seine Gegner im ungarischen Landtag glauben, dass er nun seinen diplomatischen Posten aufgeben würde, blieb aber als Wiener Botschafter noch bis 1842 am Hof von St. James in London.
Zurück in Wien und nun im Amte eines ungarischen Ministers am kaiserlichen Hoflager im Kabinett Batthyány, wollte er die aufgebrachten und nach Unabhängigkeit strebenden Ungarn besänftigen, doch das antihabsburgische Klima wurde stärker. Als sich die Lage 1848 zuspitzte und die Märzrevolution ausbrach, befand sich der Fürst in einem großen Dilemma. Einerseits wollte er zum Wohle seines Heimatlandes Ungarn handeln und andererseits dennoch den Habsburgern weiterhin die Treue halten. Beides zugleich war damals aber nicht möglich. So entschied er sich, wie viele seiner Vorfahren, für die Seite der Habsburger und damit gegen die politische Strömung in seiner Heimat. Er trat von seinem Amt als ungarischer Minister zurück. In der Folge lebte Paul III. Anton außerhalb Ungarns. Den österreichisch-ungarischen Ausgleich von 1867 erlebte er nicht mehr.
Kurz vor seinem Tod war das Majorat praktisch zahlungsunfähig, weil das bei seinen Vorgängern eingerissene Schuldenmachen das Familienvermögen überfordert hatte. Franz Joseph I. vermittelte 1865 einen Zwangsausgleich (Sequestration), der den jeweiligen Majoratsherrn bis 1898 von der Vermögensverwaltung fernhielt.
Er ist in der Familiengruft im Franziskanerkloster Eisenstadt bestattet.
Sein Sohn Nikolaus III. aus der 1812 geschlossenen Ehe mit Maria Theresia, Tochter des Fürsten Karl Alexander von Thurn und Taxis, wurde sein Nachfolger als Majoratsherr.